# Želeč (kraj ołomuniecki)
Želeč – gmina w Czechach, w powiecie Prościejów, w kraju ołomunieckim. Według danych z dnia 1 stycznia 2012 liczyła 541 mieszkańców.
Zobacz też:
- Želeč